# Michelangelo (zanger)
Michelangelo, geboren als Rainer Limpert (Binenwalde, 10 mei 1946) is een Duitse schlagerzanger.

## Jeugd en opleiding
Rainer Limpert bezocht het gymnasium tot de hoogste graad en voltooide daarna de opleiding tot boekhandelaar. In Frankfurt am Main nam hij zangonderricht en assisteerde in de popband van zijn broer.

## Carrière
In 1969 publiceerde hij zijn eerste single Sie trägt blau, blau, blau en trad in oktober 1969 met dit nummer met zijn begeleidingsmuzikanten als Michelangelo and his Group op in de ZDF-Hitparade van Dieter Thomas Heck. De singles Sie trägt blau, blau, blau en Wie ein Feuerwerk scoorden in de top 20 van het tijdschrift Musikmarkt. In 1971 scoorde zijn nummer Du bist meine Liebe twee weken lang in de Nederlandse top 40 met een 22e plaats. In september 1971 trad hij in het ZDF-magazine Die Drehscheibe op als zanger. Buiten Nederland kende hij geen hitsuccessen. Ein Tag mit Maria werd in 1972 ook door Michael Holm uitgebracht. Toen Gunter 'Yogi' Lauke op verzoek van Albert-Carl Weiland zangers zocht voor de zanggroep Family Tree, haalde hij Limpert erbij, die tot de ontbinding in 1975 zong bij de formatie.

## Discografie
(zonder bandpublicaties)

### Singles
- 1969: Sie trägt Blau, Blau, Blau / Das wird der Anfang unserer Liebe sein (als Michelangelo and his Group; Teldec|Decca)
- 1970: Wie ein Feuerwerk / Er oder ich (Decca)
- 1970: Versuch es einmal mit mir / Deine Augen sind blind (Decca)
- 1970: Angela-la-la / Ich gehe meilenweit (Decca; B-kant bij Killroy Media: A Million Miles)
- 1971: Du bist meine Liebe / Hand aufs Herz (Finger Records)
- 1971: My Darling Helena / Hey Petula (Poplandia / Finger Records (1972))
- 1972: Ein Tag mit Maria / Weißt du schon? (Polydor; bij Zafiro: A Day with Maria  / Don’t you know)
- 1973: Ein Garten der Liebe / In guten Händen (Bellaphon Records)

### Compilaties
- 1971: Du bist meine Liebe bij This Is The Joost de Draayer Show (Pink Elephant)